# Bataille d'Oshikibata
La bataille d'Oshikibata (折敷畑の戦い, Oshikibata no tatakai) en 1554 est un prélude à la bataille de Miyajima qui se déroule le 16 octobre de l'année suivante. Mōri Motonari cherche réparation du coup d’État de Sue Harukata contre leur seigneur, Ōuchi Yoshitaka et y parvient. À la suite de la bataille de Miyajima, le clan Mōri s'empare de toutes les terres des Ōuchi et remplace ces derniers comme le clan le plus puissant du pays.

## Source de la traduction
- (en) Cet article est partiellement ou en totalité issu de l’article de Wikipédia en anglais intitulé « Battle of Oshikibata » (voir la liste des auteurs).